# Hello (Follow Your Own Star)
Hello (Follow Your Own Star) è una canzone scritta da Christina Aguilera, Robert Hoffman e Heather Holley pubblicata come singolo promozionale per la campagna pubblicitaria della Mercedes Classe A nel giugno 2004.

## Campagna
Nel 2004 la Mercedes-Benz propose la Aguilera come nuova immagine della DaimlerChrysler, per promuovere la nuova Mercedes-Benz W169. La Aguilera accettò e compose 4 canzoni ma fu scelta per lo spot solo Hello.
Gli spot pubblicitari vedono la partecipazione di Giorgio Armani, Boris Becker e Christina Aguilera.

## Tracce
1. Hello (Follow Your Own Star) – 3:44
2. Hello (Dance Floor Mix) - 3:46